# Fajum (Grande-Pologne)
Pour les articles homonymes, voir Fajum.
Fajum est une localité polonaise de la gmina de Brzeziny, située dans le powiat de Kalisz en voïvodie de Grande-Pologne.